# Yvelines önkormányzatai
Yvelines megyében 262 település található.

(CAM) Mantes en Yvelines agglomerációs körzet (2000)

(CAS) Saint-Quentin-en-Yvelines agglomerációs körzet (2004)

| INSEE kód | Irányítószám | Önkormányzat               |
| --------- | ------------ | -------------------------- |
| 78003     | 78660        | Ablis                      |
| 78005     | 78260        | Achères                    |
| 78006     | 78113        | Adainville                 |
| 78007     | 78240        | Aigremont                  |
| 78009     | 78660        | Allainville                |
| 78010     | 78580        | Les Alluets-le-Roi         |
| 78013     | 78770        | Andelu                     |
| 78015     | 78570        | Andrésy                    |
| 78020     | 78790        | Arnouville-lès-Mantes      |
| 78029     | 78410        | Aubergenville              |
| 78030     | 78610        | Auffargis                  |
| 78031     | 78930        | Auffreville-Brasseuil      |
| 78033     | 78126        | Aulnay-sur-Mauldre         |
| 78034     | 78770        | Auteuil                    |
| 78036     | 78770        | Autouillet                 |
| 78043     | 78870        | Bailly                     |
| 78048     | 78550        | Bazainville                |
| 78049     | 78580        | Bazemont                   |
| 78050     | 78490        | Bazoches-sur-Guyonne       |
| 78053     | 78910        | Béhoust                    |
| 78057     | 78270        | Bennecourt                 |
| 78062     | 78650        | Beynes                     |
| 78068     | 78270        | Blaru                      |
| 78070     | 78930        | Boinville-en-Mantois       |
| 78071     | 78660        | Boinville-le-Gaillard      |
| 78072     | 78200        | Boinvilliers               |
| 78073     | 78390        | Bois-d’Arcy                |
| 78076     | 78910        | Boissets                   |
| 78077     | 78125        | La Boissière-École         |
| 78082     | 78200        | Boissy-Mauvoisin           |
| 78084     | 78490        | Boissy-sans-Avoir          |
| 78087     | 78830        | Bonnelles                  |
| 78089     | 78270        | Bonnières-sur-Seine        |
| 78090     | 78410        | Bouafle                    |
| 78092     | 78380        | Bougival                   |
| 78096     | 78113        | Bourdonné                  |
| 78104     | 78930        | Breuil-Bois-Robert         |
| 78107     | 78980        | Bréval                     |
| 78108     | 78610        | Les Bréviaires             |
| 78113     | 78440        | Brueil-en-Vexin            |
| 78117     | 78530        | Buc                        |
| 78118     | 78200        | Buchelay (CAM)             |
| 78120     | 78830        | Bullion                    |
| 78123     | 78955        | Carrières-sous-Poissy      |
| 78124     | 78420        | Carrières-sur-Seine        |
| 78125     | 78720        | La Celle-les-Bordes        |
| 78126     | 78170        | La Celle-Saint-Cloud       |
| 78128     | 78720        | Cernay-la-Ville            |
| 78133     | 78240        | Chambourcy                 |
| 78138     | 78570        | Chanteloup-les-Vignes      |
| 78140     | 78130        | Chapet                     |
| 78143     | 78117        | Châteaufort                |
| 78146     | 78400        | Chatou                     |
| 78147     | 78270        | Chaufour-lès-Bonnières     |
| 78152     | 78450        | Chavenay                   |
| 78158     | 78150        | Le Chesnay                 |
| 78160     | 78460        | Chevreuse                  |
| 78162     | 78460        | Choisel                    |
| 78163     | 78910        | Civry-la-Forêt             |
| 78164     | 78120        | Clairefontaine-en-Yvelines |
| 78165     | 78340        | Les Clayes-sous-Bois       |
| 78168     | 78310        | Coignières                 |
| 78171     | 78113        | Condé-sur-Vesgre           |
| 78172     | 78700        | Conflans-Sainte-Honorine   |
| 78185     | 78790        | Courgent                   |
| 78188     | 78270        | Cravent                    |
| 78189     | 78121        | Crespières                 |
| 78190     | 78290        | Croissy-sur-Seine          |
| 78192     | 78111        | Dammartin-en-Serve         |
| 78193     | 78720        | Dampierre-en-Yvelines      |
| 78194     | 78550        | Dannemarie                 |
| 78196     | 78810        | Davron                     |
| 78202     | 78440        | Drocourt                   |
| 78206     | 78920        | Ecquevilly                 |
| 78208     | 78990        | Élancourt (CAS)            |
| 78209     | 78125        | Émancé                     |
| 78217     | 78680        | Épône                      |
| 78220     | 78690        | Les Essarts-le-Roi         |
| 78224     | 78620        | L’Étang-la-Ville           |
| 78227     | 78740        | Évecquemont                |
| 78230     | 78410        | La Falaise                 |
| 78231     | 78200        | Favrieux                   |
| 78233     | 78810        | Feucherolles               |
| 78234     | 78200        | Flacourt                   |
| 78236     | 78910        | Flexanville                |
| 78237     | 78790        | Flins-Neuve-Église         |
| 78238     | 78410        | Flins-sur-Seine            |
| 78239     | 78520        | Follainville-Dennemont     |
| 78242     | 78330        | Fontenay-le-Fleury         |
| 78245     | 78200        | Fontenay-Mauvoisin         |
| 78246     | 78440        | Fontenay-Saint-Père        |
| 78251     | 78112        | Fourqueux                  |
| 78255     | 78840        | Freneuse                   |
| 78261     | 78250        | Gaillon-sur-Montcient      |
| 78262     | 78490        | Galluis                    |
| 78263     | 78950        | Gambais                    |
| 78264     | 78490        | Gambaiseuil                |
| 78265     | 78890        | Garancières                |
| 78267     | 78440        | Gargenville                |
| 78269     | 78125        | Gazeran                    |
| 78276     | 78270        | Gommecourt                 |
| 78278     | 78770        | Goupillières               |
| 78281     | 78930        | Goussonville               |
| 78283     | 78113        | Grandchamp                 |
| 78285     | 78550        | Gressey                    |
| 78289     | 78490        | Grosrouvre                 |
| 78290     | 78520        | Guernes                    |
| 78291     | 78930        | Guerville (CAM)            |
| 78296     | 78440        | Guitrancourt               |
| 78297     | 78280        | Guyancourt (CAS)           |
| 78299     | 78250        | Hardricourt                |
| 78300     | 78790        | Hargeville                 |
| 78302     | 78113        | La Hauteville              |
| 78305     | 78580        | Herbeville                 |
| 78307     | 78125        | Hermeray                   |
| 78310     | 78550        | Houdan                     |
| 78311     | 78800        | Houilles                   |
| 78314     | 78440        | Issou                      |
| 78317     | 78440        | Jambville                  |
| 78320     | 78270        | Jeufosse                   |
| 78321     | 78760        | Jouars-Pontchartrain       |
| 78322     | 78350        | Jouy-en-Josas              |
| 78324     | 78200        | Jouy-Mauvoisin             |
| 78325     | 78580        | Jumeauville                |
| 78327     | 78820        | Juziers                    |
| 78329     | 78440        | Lainville-en-Vexin         |
| 78334     | 78320        | Lévis-Saint-Nom            |
| 78335     | 78520        | Limay                      |
| 78337     | 78270        | Limetz-Villez              |
| 78343     | 78350        | Les Loges-en-Josas         |
| 78344     | 78270        | Lommoye                    |

| INSEE kód | Irányítószám | Önkormányzat                 |
| --------- | ------------ | ---------------------------- |
| 78346     | 78980        | Longnes                      |
| 78349     | 78730        | Longvilliers                 |
| 78350     | 78430        | Louveciennes                 |
| 78354     | 78200        | Magnanville (CAM)            |
| 78356     | 78114        | Magny-les-Hameaux (CAS)      |
| 78358     | 78600        | Maisons-Laffitte             |
| 78361     | 78200        | Mantes-la-Jolie (CAM)        |
| 78362     | 78200        | Mantes-la-Ville (CAM)        |
| 78364     | 78770        | Marcq                        |
| 78366     | 78490        | Mareil-le-Guyon              |
| 78367     | 78750        | Mareil-Marly                 |
| 78368     | 78124        | Mareil-sur-Mauldre           |
| 78372     | 78160        | Marly-le-Roi                 |
| 78380     | 78580        | Maule                        |
| 78381     | 78550        | Maulette                     |
| 78382     | 78780        | Maurecourt                   |
| 78383     | 78310        | Maurepas                     |
| 78384     | 78670        | Médan                        |
| 78385     | 78200        | Ménerville                   |
| 78389     | 78490        | Méré                         |
| 78391     | 78270        | Méricourt                    |
| 78396     | 78600        | Le Mesnil-le-Roi             |
| 78397     | 78320        | Le Mesnil-Saint-Denis        |
| 78398     | 78490        | Les Mesnuls                  |
| 78401     | 78250        | Meulan                       |
| 78402     | 78970        | Mézières-sur-Seine           |
| 78403     | 78250        | Mézy-sur-Seine               |
| 78404     | 78940        | Millemont                    |
| 78406     | 78470        | Milon-la-Chapelle            |
| 78407     | 78125        | Mittainville                 |
| 78410     | 78840        | Moisson                      |
| 78413     | 78980        | Mondreville                  |
| 78415     | 78124        | Montainville                 |
| 78416     | 78440        | Montalet-le-Bois             |
| 78417     | 78790        | Montchauvet                  |
| 78418     | 78360        | Montesson                    |
| 78420     | 78490        | Montfort-l’Amaury            |
| 78423     | 78180        | Montigny-le-Bretonneux (CAS) |
| 78431     | 78630        | Morainvilliers               |
| 78437     | 78270        | Mousseaux-sur-Seine          |
| 78439     | 78790        | Mulcent                      |
| 78440     | 78130        | Les Mureaux                  |
| 78442     | 78640        | Neauphle-le-Château          |
| 78443     | 78640        | Neauphle-le-Vieux            |
| 78444     | 78980        | Neauphlette                  |
| 78451     | 78410        | Nézel                        |
| 78455     | 78590        | Noisy-le-Roi                 |
| 78460     | 78250        | Oinville-sur-Montcient       |
| 78464     | 78125        | Orcemont                     |
| 78465     | 78910        | Orgerus                      |
| 78466     | 78630        | Orgeval                      |
| 78470     | 78125        | Orphin                       |
| 78472     | 78660        | Orsonville                   |
| 78474     | 78910        | Orvilliers                   |
| 78475     | 78910        | Osmoy                        |
| 78478     | 78660        | Paray-Douaville              |
| 78481     | 78230        | Le Pecq                      |
| 78484     | 78200        | Perdreauville                |
| 78486     | 78610        | Le Perray-en-Yvelines        |
| 78490     | 78370        | Plaisir                      |
| 78497     | 78125        | Poigny-la-Forêt              |
| 78498     | 78300        | Poissy                       |
| 78499     | 78730        | Ponthévrard                  |
| 78501     | 78440        | Porcheville (CAM)            |
| 78502     | 78560        | Le Port-Marly                |
| 78503     | 78270        | Port-Villez                  |
| 78506     | 78660        | Prunay-en-Yvelines           |
| 78505     | 78910        | Prunay-le-Temple             |
| 78513     | 78940        | La Queue-les-Yvelines        |
| 78516     | 78125        | Raizeux                      |
| 78517     | 78120        | Rambouillet                  |
| 78518     | 78590        | Rennemoulin                  |
| 78520     | 78550        | Richebourg                   |
| 78522     | 78730        | Rochefort-en-Yvelines        |
| 78524     | 78150        | Rocquencourt                 |
| 78528     | 78270        | Rolleboise (CAM)             |
| 78530     | 78790        | Rosay                        |
| 78531     | 78710        | Rosny-sur-Seine (CAM)        |
| 78536     | 78440        | Sailly                       |
| 78537     | 78730        | Saint-Arnoult-en-Yvelines    |
| 78545     | 78210        | Saint-Cyr-l’École            |
| 78569     | 78730        | Sainte-Mesme                 |
| 78548     | 78720        | Saint-Forget                 |
| 78550     | 78640        | Saint-Germain-de-la-Grange   |
| 78551     | 78100        | Saint-Germain-en-Laye        |
| 78557     | 78125        | Saint-Hilarion               |
| 78558     | 78980        | Saint-Illiers-la-Ville       |
| 78559     | 78980        | Saint-Illiers-le-Bois        |
| 78561     | 78470        | Saint-Lambert                |
| 78562     | 78610        | Saint-Léger-en-Yvelines      |
| 78564     | 78660        | Saint-Martin-de-Bréthencourt |
| 78565     | 78790        | Saint-Martin-des-Champs      |
| 78567     | 78520        | Saint-Martin-la-Garenne      |
| 78571     | 78860        | Saint-Nom-la-Bretèche        |
| 78575     | 78470        | Saint-Rémy-lès-Chevreuse     |
| 78576     | 78690        | Saint-Rémy-l’Honoré          |
| 78586     | 78500        | Sartrouville                 |
| 78588     | 78650        | Saulx-Marchais               |
| 78590     | 78720        | Senlisse                     |
| 78591     | 78790        | Septeuil                     |
| 78597     | 78200        | Soindres                     |
| 78601     | 78120        | Sonchamp                     |
| 78605     | 78910        | Tacoignières                 |
| 78606     | 78113        | Le Tartre-Gaudran            |
| 78608     | 78980        | Le Tertre-Saint-Denis        |
| 78609     | 78250        | Tessancourt-sur-Aubette      |
| 78615     | 78850        | Thiverval-Grignon            |
| 78616     | 78770        | Thoiry                       |
| 78618     | 78790        | Tilly                        |
| 78620     | 78117        | Toussus-le-Noble             |
| 78621     | 78190        | Trappes (CAS)                |
| 78623     | 78490        | Le Tremblay-sur-Mauldre      |
| 78624     | 78510        | Triel-sur-Seine              |
| 78638     | 78740        | Vaux-sur-Seine               |
| 78640     | 78140        | Vélizy-Villacoublay          |
| 78642     | 78480        | Verneuil-sur-Seine           |
| 78643     | 78540        | Vernouillet                  |
| 78644     | 78320        | La Verrière (CAS)            |
| 78646     | 78000        | Versailles                   |
| 78647     | 78930        | Vert                         |
| 78650     | 78110        | Le Vésinet                   |
| 78653     | 78490        | Vicq                         |
| 78655     | 78125        | Vieille-Église-en-Yvelines   |
| 78668     | 78270        | La Villeneuve-en-Chevrie     |
| 78672     | 78670        | Villennes-sur-Seine          |
| 78674     | 78450        | Villepreux                   |
| 78677     | 78930        | Villette                     |
| 78681     | 78770        | Villiers-le-Mahieu           |
| 78683     | 78640        | Villiers-Saint-Fréderic      |
| 78686     | 78220        | Viroflay                     |
| 78688     | 78960        | Voisins-le-Bretonneux (CAS)  |